# Marques Le Tallec

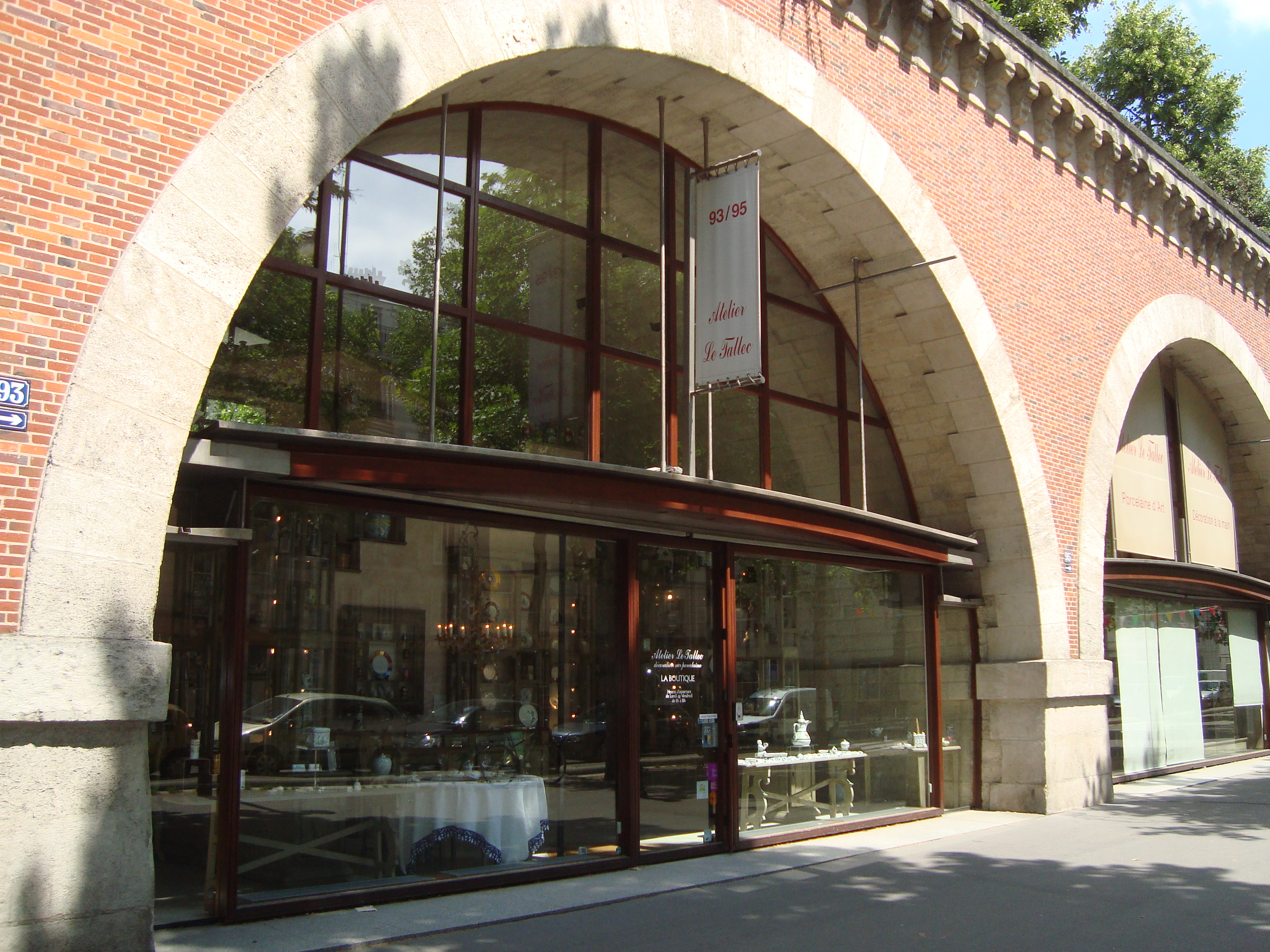
L'atelier Le Tallec dans le viaduc des arts sur l'avenue Daumesnil.

Les Marques Le Tallec consistent sur chaque pièce produite par l'Atelier Le Tallec en la signature d'un LT stylisé et entrelacé à la manière des marques de la Manufacture de Sèvres. À cette marque, s'ajoutent deux indications supplémentaires. En haut du LT, un code alphabétique indique la date de réalisation de la pièce. En bas du LT, les initiales du peintre qui a décoré la pièce selon l'un des 375 décors Le Tallec.
Cette notation a été systématisée à partir de 1941. Lorsque aucune notation apparaît, cela signifie le plus probablement que la pièce a été réalisée entre 1930 et 1941. L'incrémentation du système datation était changée tous les semestres de 1941 à 1991, et tous les ans depuis. À partir de 1978, date du déménagement de l'Atelier Le Tallec de la villa Faucheur à la rue de Reuilly, la notation commence par un R (pour Reuilly) puis la lettre. À partir de 1995, date du transfert de l'Atelier Le Tallec de la rue de Reuilly à l'avenue Daumesnil, la notation commence par un D (pour Daumesnil) suivi de la lettre. Ce système perdure jusqu'à la fermeture de l'atelier au premier semestre 2014.
La mention dessiné et entièrement peint à la main par Le Tallec à Paris France est également apposée. À cela peut parfois s'ajouter une dédicace particulière pour un acheteur, ou un Tiffany's private stock pour les décors dessinés pour le joaillier américain.

## Tableau de notation des dates

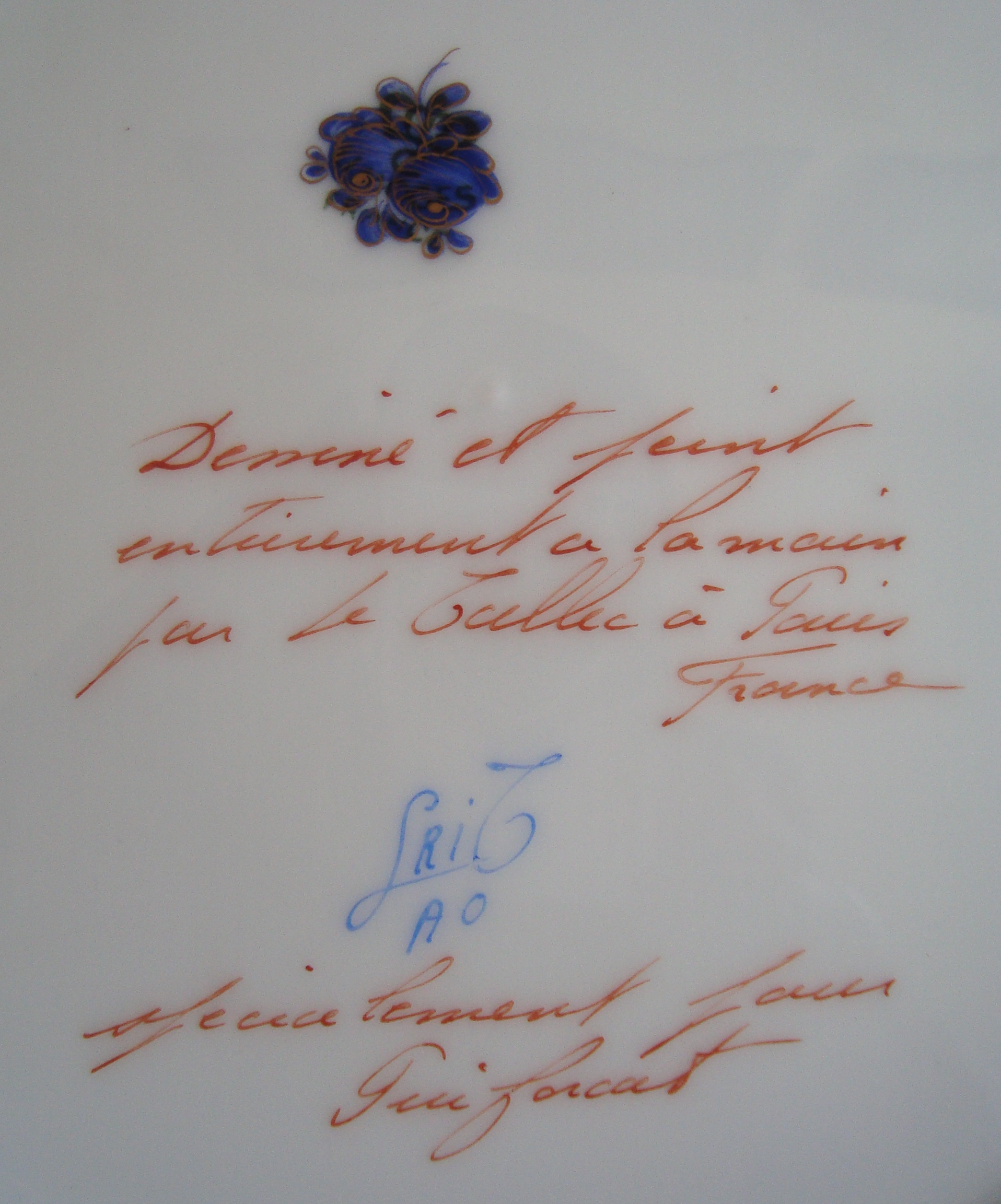
Marques Le Tallec sur une assiette peinte en 1982 (RI) par le peintre aux initiales AD.

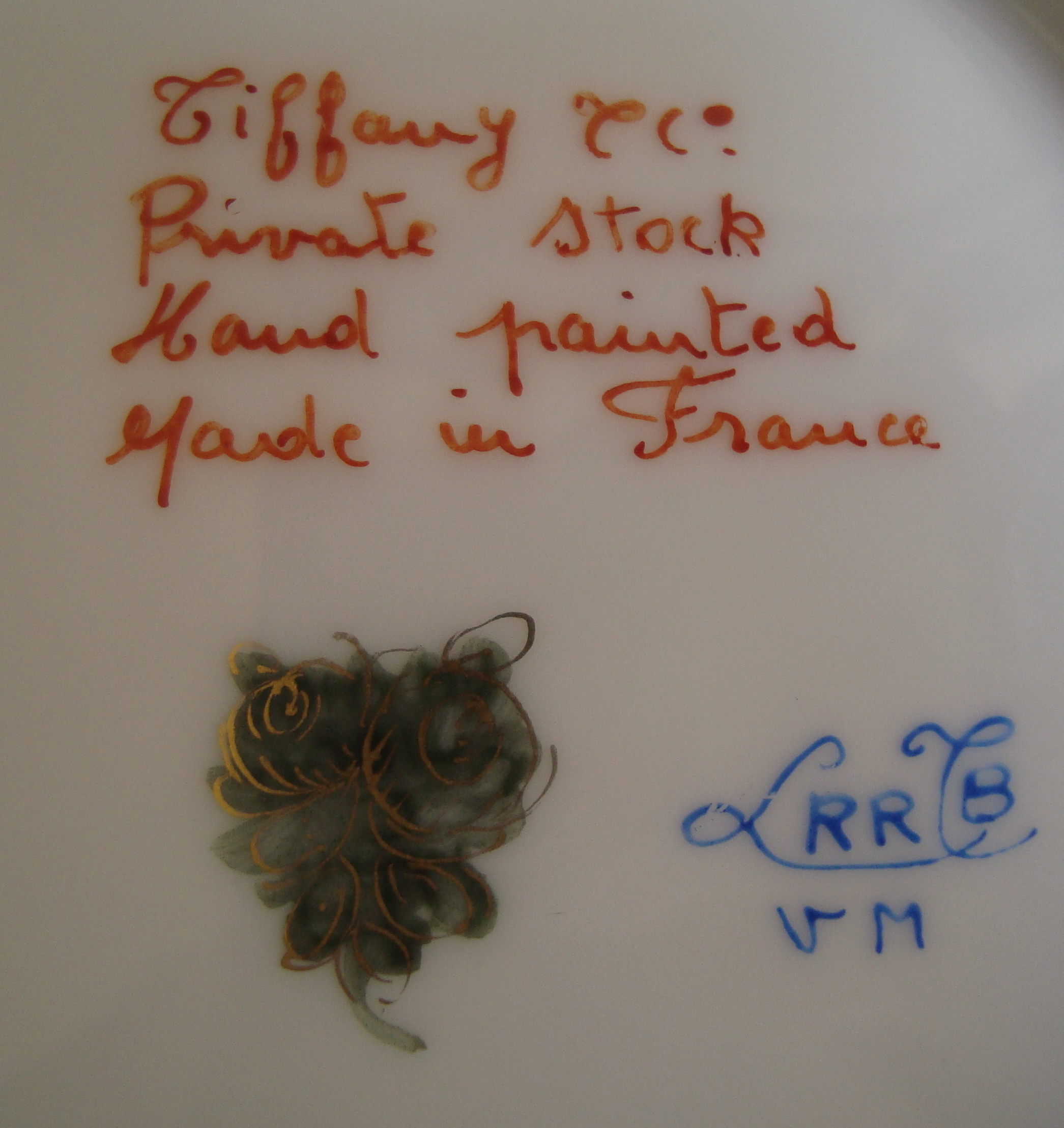
Marques Le Tallec pour un décor Tiffany & Co. réalisé en 1992 (RRB) par le peintre aux initiales VM.

| A    | B    | C    | D    | E    | F    | G    | H    | I    | J    | K    | L    | M    |
| 1941 | 1941 | 1942 | 1942 | 1943 | 1943 | 1944 | 1944 | 1945 | 1945 | 1946 | 1946 | 1947 |
| N    | O    | P    | Q    | R    | S    | T    | U    | V    | W    | X    | Y    | Z    |
| 1947 | 1948 | 1948 | 1949 | 1949 | 1950 | 1950 | 1951 | 1951 | 1952 | 1952 | 1953 | 1953 |
| AA   | BB   | CC   | DD   | EE   | FF   | GG   | HH   | II   | JJ   | KK   | LL   | MM   |
| 1954 | 1954 | 1955 | 1955 | 1956 | 1956 | 1957 | 1957 | 1958 | 1958 | 1959 | 1959 | 1960 |
| NN   | OO   | PP   | QQ   | RR   | SS   | TT   | UU   | VV   | WW   | XX   | YY   | ZZ   |
| 1960 | 1961 | 1961 | 1962 | 1962 | 1963 | 1963 | 1964 | 1964 | 1965 | 1965 | 1966 | 1966 |
| α    | β    | γ    | δ    | ε    | ζ    | η    | θ    | ι    | ϰ    | λ    | μ    | ν    |
| 1967 | 1967 | 1968 | 1968 | 1969 | 1969 | 1970 | 1970 | 1971 | 1971 | 1972 | 1972 | 1973 |
| ξ    | π    | ρ    | S6   | τ    | υ    | φ    | χ    | ψ    | ω    | RA   | RB   | RC   |
| 1973 | 1974 | 1974 | 1975 | 1975 | 1976 | 1976 | 1977 | 1977 | 1978 | 1978 | 1979 | 1979 |
| RD   | RE   | RF   | RG   | RH   | RI   | RJ   | RK   | RL   | RM   | RN   | RO   | RP   |
| 1980 | 1980 | 1981 | 1981 | 1982 | 1982 | 1983 | 1983 | 1984 | 1984 | 1985 | 1985 | 1986 |
| RQ   | RR   | RS   | RT   | RU   | RV   | RW   | RX   | RY   | RZ   | RRA  | RRB  | RRC  |
| 1986 | 1987 | 1987 | 1988 | 1988 | 1989 | 1989 | 1990 | 1990 | 1991 | 1991 | 1992 | 1993 |
| RRD  | RRE  | DA   | DB   | DC   | DD   | DE   | DF   | DG   | DH   | DI   | DJ   | DK   |
| 1994 | 1995 | 1995 | 1996 | 1997 | 1998 | 1999 | 2000 | 2001 | 2002 | 2003 | 2004 | 2005 |
| DL   | DM   | DN   | DO   | DP   | DQ   | DR   | DS   | DT   | DU   | DV   | DW   | DX   |
| 2006 | 2007 | 2008 | 2009 | 2010 | 2011 | 2012 | 2013 | 2014 | 2015 | 2016 | 2017 | 2018 |

## Liste des initiales des peintres
La liste intégrale des initiales connues et clairement identifiées par des membres de l'atelier est la suivante :
AC, AD, AG, AK, AKG, AKJ, AL, ALT, AM, CB, CC, CCT, CG, CGM, CH, CJ, CL, CLC, CLS, CM, CS, CV, DD, DL, FE, FF, FG, FM, FN, FV, G, GC, GD, GH, GK, GL, GM, GP, HCR, HM, JD, JJ, JL, JLC, JN, LB, LC, LH, MC, MCD, MF, MFM, MJ, ML, MM, MMF, MP, MYB, MYR, NB, OO, PP, RB, RG, SD, SF, SFM, SG, SH, SHF, SM, SP, TP, VD, VM, YM.